# بنگال شرقی
بنگال شرقی (بنگالی: পূর্ব বাংলা Purbô Bangla) یک ناحیهٔ جغرافیایی در مملکت پاکستان بود که برابر با کشور بنگلادش کنونی است. این ناحیه محدود به خلیج بنگال، و هم‌مرز با هند و میانمار بود. پایتخت آن نیز شهر داکا بود.
در تعیین مرزهای استانی هند بریتانیا، این استان بر اساس مشخصه‌های فرهنگی و زبانی و همچنین تفاوت دینی خود مشخص شد و اکثریت مردم آن مسلمان بودند. این استان در زمان جرج ششم و الیزابت دوم; و پس از استقلال پاکستان، در زمان فرمانداری کل، محمد علی جناح، خواجه ناظم‌الدین و غلام محمد وجود داشت.